# Bryan Staring
Bryan Staring (Perth, 1º giugno 1987) è un pilota motociclistico australiano ritiratosi dall'attività agonistica.

## Carriera
Nel 2004, anno in cui è campione australiano classe 125, ha partecipato al GP d'Australia della stessa cilindrata nel motomondiale, in qualità di wild card, senza ottenere punti validi per la classifica iridata. Nel 2008 gareggia, solo alla gara sul circuito di Donington, nel campionato mondiale Supersport con la Honda CBR600RR del team Intermoto Czech come sostituto di William De Angelis, anche in questo caso non realizza punti. Nel 2009 e 2010 partecipa rispettivamente ai campionati australiani Supersport e Superbike, laureandosi campione in entrambe le categorie.
Ha corso come wildcard con la Kawasaki ZX-10R del team Pedercini la prima prova del mondiale Superbike del 2011 a Phillip Island in Australia, classificandosi 15º in gara 1 e 17º in gara 2. Nella stessa stagione partecipa come pilota titolare alla Superstock 1000 FIM Cup, sempre con la Kawasaki ZX-10R del team Pedercini e ad alcune gare del CIV Stock 1000. Nel 2012 gareggia con la stessa squadra della stagione precedente, il compagno di squadra è Jérémy Guarnoni. Conquista tre vittorie e chiude al quarto posto in classifica piloti.

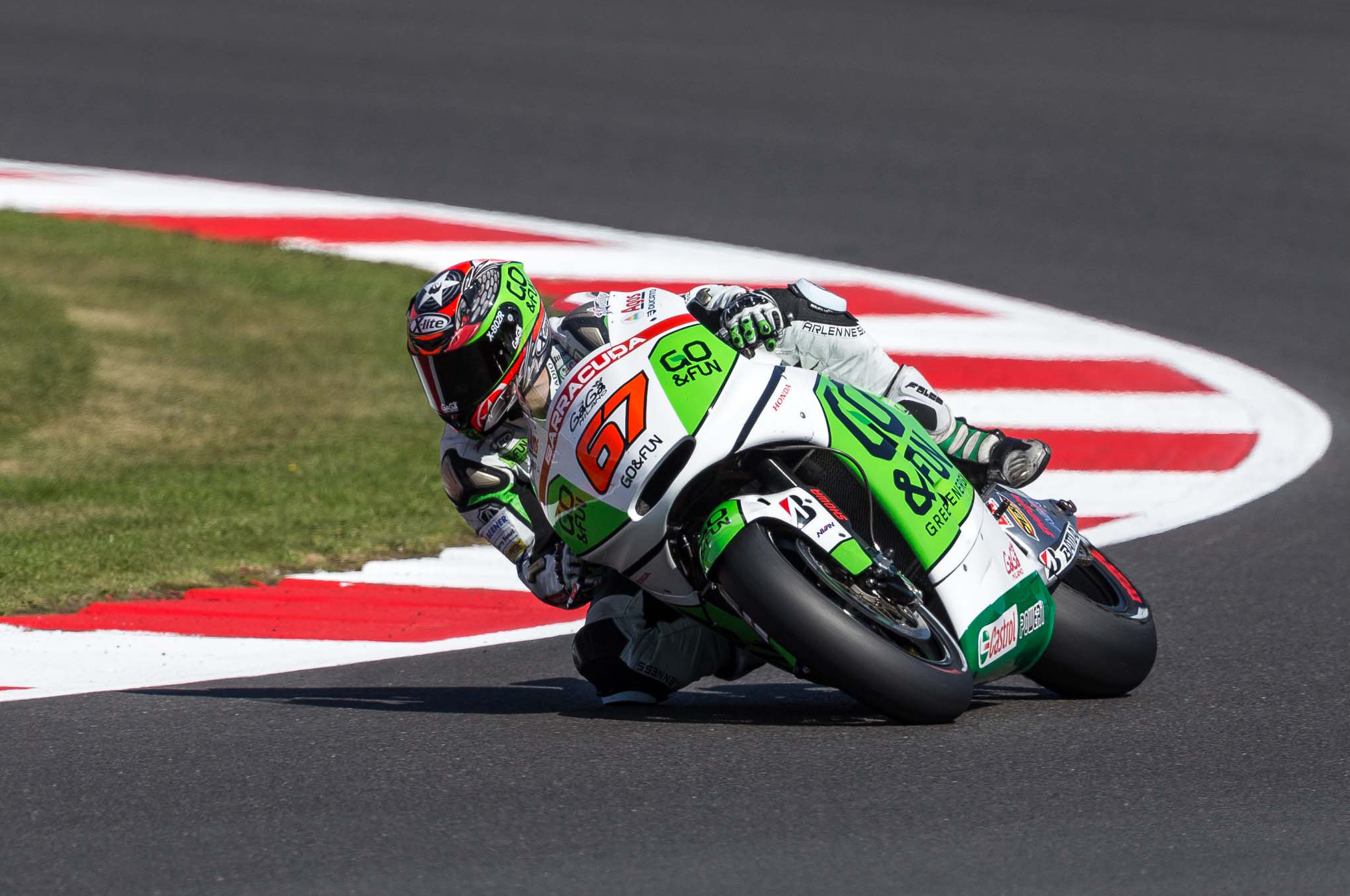
Staring sulla FTR MGP13 del team Gresini nel 2013.

Nel 2013 corre in MotoGP con la FTR Honda MGP13 per il team GO&FUN Honda Gresini. Termina la stagione al 26º posto con 2 punti, totalizzati con il quattordicesimo posto nel Gran Premio di Catalogna.
Nel 2014 firma un accordo con il team Rivamoto per prendere parte al mondiale Supersport con una Honda CBR600RR, ma il 31 marzo, dopo una sola gara di campionato, si separa dal team. Il 31 maggio viene ingaggiato dal Team Grillini per gareggiare in Superbike sulla Kawasaki Ninja ZX-10R in configurazione EVO, porta a termine la stagione totalizzando 18 punti che gli valgono il ventiduesimo posto in classifica generale.
Nel 2015 prende parte al mondiale Superstock 1000 in sella alla Kawasaki Ninja ZX-10R del team Pedercini. I compagni di squadra per questa stagione sono Riccardo Cecchini e Péter Sebestyén. Staring chiude la stagione al nono posto con 53 punti. Nel 2016 rimane nella Superstock 1000 guidando una Kawasaki Ninja ZX-10R del team Agro On–Benjan–Kawasaki. Il compagno di squadra, per questa stagione, è il sudafricano David McFadden. Ottiene un podio, giungendo secondo dopo essere partito diciannovesimo, nel Gran Premio di Germania al Lausitzring; chiude la stagione al sedicesimo posto con ventisei punti ottenuti. Nelle stagioni 2017 e 2018 è pilota titolare nel campionato australiano Superbike con una Honda CBR1000RR del team Crankt Honda. In occasione del Gran Premio d'Australia a Phillip Island va a sostituire l'infortunato Bo Bendsneyder in sella ad una Tech 3 Mistral 610 del team Tech 3 nella classe Moto2 del motomondiale.
Continua a gareggiare nel campionato australiano fino al 2024, anno in cui annuncia il proprio ritiro dalle competizioni alla fine della stagione, che conclude in diciassettesima posizione.

## Risultati in gara

### Motomondiale
| 2004 | Classe | Moto  |  |  |  |  |  |  |  |  |  |  |  |  |  |  |    |  |  |  |  | Punti | Pos. |
| ---- | ------ | ----- |  |  |  |  |  |  |  |  |  |  |  |  |  |  | -- |  |  |  |  | ----- | ---- |
| 2004 | 125    | Honda |  |  |  |  |  |  |  |  |  |  |  |  |  |  | 29 |  |  |  |  | 0     |      |

| 2013 | Classe | Moto      |     |    |    |     |    |    |    |     |    |    |    |    |     |    |    |    |    |    |  | Punti | Pos. |
| ---- | ------ | --------- | --- | -- | -- | --- | -- | -- | -- | --- | -- | -- | -- | -- | --- | -- | -- | -- | -- | -- |  | ----- | ---- |
| 2013 | MotoGP | FTR Honda | Rit | 20 | 16 | Rit | 18 | 14 | 21 | Rit | 17 | 19 | 20 | 21 | Rit | 18 | 18 | SQ | 22 | 19 |  | 2     | 26º  |

| 2018 | Classe | Moto   |  |  |  |  |  |  |  |  |  |  |  |  |  |  |  |  |    |  |  | Punti | Pos. |
| ---- | ------ | ------ |  |  |  |  |  |  |  |  |  |  |  |  |  |  |  |  | -- |  |  | ----- | ---- |
| 2018 | Moto2  | Tech 3 |  |  |  |  |  |  |  |  |  |  |  |  |  |  |  |  | 21 |  |  | 0     |      |

| Legenda | 1º posto        | 2º posto            | 3º posto            | A punti      | Senza punti        | Grassetto – Pole position Corsivo – Giro più veloce |
| Legenda | Gara non valida | Non qual./Non part. | Ritirato/Non class. | Squalificato | '-' Dato non disp. | Grassetto – Pole position Corsivo – Giro più veloce |

### Campionato mondiale Supersport
| 2008 | Moto  |  |  |  |  |  |  |  |  |  |    |  |  |  |  | Punti | Pos. |
| ---- | ----- |  |  |  |  |  |  |  |  |  | -- |  |  |  |  | ----- | ---- |
| 2008 | Honda |  |  |  |  |  |  |  |  |  | 22 |  |  |  |  | 0     |      |

| 2014 | Moto  |     |  |  |  |  |  |  |  |  |  |  |  |  |  | Punti | Pos. |
| ---- | ----- | --- |  |  |  |  |  |  |  |  |  |  |  |  |  | ----- | ---- |
| 2014 | Honda | Rit |  |  |  |  |  |  |  |  |  |  |  |  |  | 0     |      |

| Legenda | 1º posto        | 2º posto            | 3º posto           | A punti      | Senza punti        | Grassetto – Pole position Corsivo – Giro più veloce |
| Legenda | Gara non valida | Non qual./Non part. | Ritirato/Non class | Squalificato | '-' Dato non disp. | Grassetto – Pole position Corsivo – Giro più veloce |

### Campionato mondiale Superbike
| 2011 | Moto     |    |    |  |  |  |  |  |  |  |  |  |  |  |  |  |  |  |  |  |  |  |  |  |  |  |  |  |  | Punti | Pos. |
| ---- | -------- | -- | -- |  |  |  |  |  |  |  |  |  |  |  |  |  |  |  |  |  |  |  |  |  |  |  |  |  |  | ----- | ---- |
| 2011 | Kawasaki | 15 | 17 |  |  |  |  |  |  |  |  |  |  |  |  |  |  |  |  |  |  |  |  |  |  |  |  |  |  | 1     | 35º  |

| 2012 | Moto     |    |    |  |  |  |  |  |  |  |  |  |  |  |  |  |  |  |  |  |  |  |  |  |  |  |  |  |  | Punti | Pos. |
| ---- | -------- | -- | -- |  |  |  |  |  |  |  |  |  |  |  |  |  |  |  |  |  |  |  |  |  |  |  |  |  |  | ----- | ---- |
| 2012 | Kawasaki | 10 | 16 |  |  |  |  |  |  |  |  |  |  |  |  |  |  |  |  |  |  |  |  |  |  |  |  |  |  | 6     | 31º  |

| 2014 | Moto     |  |  |  |  |  |  |  |  |    |    |    |    |    |    |    |    |    |    |     |    |    |     |    |    |  |  |  |  | Punti | Pos. |
| ---- | -------- |  |  |  |  |  |  |  |  | -- | -- | -- | -- | -- | -- | -- | -- | -- | -- | --- | -- | -- | --- | -- | -- |  |  |  |  | ----- | ---- |
| 2014 | Kawasaki |  |  |  |  |  |  |  |  | NP | NP | 13 | 16 | 18 | 18 | NC | 14 | 13 | 12 | Rit | NP | 14 | Rit | 15 | 13 |  |  |  |  | 18    | 22º  |

| Legenda | 1º posto        | 2º posto            | 3º posto           | A punti      | Senza punti        | Grassetto – Pole position Corsivo – Giro più veloce |
| Legenda | Gara non valida | Non qual./Non part. | Ritirato/Non class | Squalificato | '-' Dato non disp. | Grassetto – Pole position Corsivo – Giro più veloce |